# Eumea caesar
Eumea caesar là một loài ruồi trong họ Tachinidae.